# Ащаулов Євген Володимирович
Євген Володимирович Ащаулов (1996—2023) — старший солдат збройних сил України, учасник російсько-української війни.

## Життєпис
Народився 28 жовтня 1996 року в селі Підлипне Конотопського району Сумської області. Навчався у Підлипенській школі, по закінченню дев'яти класів вступив до Конотопського класичного фахового коледжу СумДУ. Після закінчення коледжу продовжив навчання в Державному університеті інфраструктури та технологій. 

Коли почалося повномасштабне вторгнення Євген працював за кордоном, та згодом повернувся і в серпні 2022 року підписав контракт з збройними силами України. Пройшов військові навчання у Великобританії. Був стрілецем 2-го стрілецького відділення І стрілецького взводу 2 стрілецької роти І стрілецького батальйону військової частини А0409.
Загинув 1 грудня 2023 року в Бахмутському районі Донецької області.

## Нагороди та вшанування
- Орден «За мужність» III ступеня (2024, посмертно) — за особисту мужність, виявлену у захисті державного суверенітету та територіальної цілісності України, самовіддане виконання військового обов'язку[1].
- Звання «Почесний громадянин Конотопа»[2].